# Kurt Sandgren
Kurt Oskar Sigfrid Sandgren, född 23 december 1929 i Höganäs, död 25 maj 2015 i Farhult-Jonstorps församling i Skåne län, var en svensk målare, tecknare och grafiker.
Han var son till Oskar Sandgren och Olga Persson. Sandgren studerade vid Essem-skolan i Malmö 1952–1953 och kom under utbildningen i kontakt med konstnärskolonin i villa Thalassa i Helsingborg. Tillsammans med Björn Malmeström och Johan Wipp ställde han ut på SDS-hallen i Malmö under namnet Tre från Thalassa. Han medverkade i Nationalmuseums utställning Unga tecknare och ett flertal gånger i Kulla konst i Höganäs. Bland hans offentliga arbeten märks en dekoration i en trapphall i Ängelholm. Hans konst består av skiftande motiv i olja, akvarell, tempera men han arbetade främst med blyerts eller tuschteckningar.